# 제53회 베네치아 국제 영화제
제53회 베네치아 국제 영화제는 1996년 8월 27일에 열린 시상식이다. 이탈리아 베니스에서 개최되었다.

## 수상 및 후보

### 황금사자상
- 마이클 콜린스 - 닐 조던 수상

### 볼피컵 여우주연상
- 뽀네뜨 - 빅토와르 띠비솔 수상

### 볼피컵 남우주연상
- 마이클 콜린스 - 리암 니슨 수상

### 심사위원 특별상
- 불한당들 - 오타르 이오셀리아니 수상